# Оппийский холм
Оппи́йский холм (лат. Oppius Mons, итал. Colle Oppio) — южный уступ Эсквилинского холма, одного из Семи холмов Рима. Холм отделён от Циспия (название одной из вершин Эсквилина) на севере долиной района Субуры и от Целийского холма на юге долиной Колизея. Оппий и Циспий формируют Эсквилинское плато.
В религиозных целях имя Оппий использовалось вплоть до падения Римской империи.
Согласно Варрону, холм был назван в честь Оппиуса — жителя Тускула. Однако этимология названия до сих пор оспаривается, так как название холма может происходить и от названия клана, проживающего на его территории.